# Язык энтов
Язык энтов (англ. Entish) — язык, на котором общаются энты в произведениях Дж. Р. Р. Толкина. Фактически, энты создали не просто язык, а целую философию языка, суть которой объяснил Фангорн: «Настоящие имена в моём языке („старо-энтском“, как вы бы его назвали) рассказывают историю тех вещей, которым они принадлежат».
Отличается медлительностью, поскольку долгоживущие энты имеют достаточно времени, чтобы все обсудить не торопясь. Также отличается многочисленными повторами, основан на сложных и разнообразных оттенках произношения гласных и разнообразных различиях тона. Толкин также описывал язык Энтов как «слитный» и «многоречивый». Это обусловлено тем фактом, что каждое «слово» в действительности было очень длинным и подробным описанием обсуждаемого предмета. К примеру Лотлориэн на язык энтов переводится как Лаурелиндоренан; фраза «Лаурелиндоренан линделорендор малинорнелион орнемалин» переводится так: «Только за пределами Лаурелиндоренана (Лотлориэна) листья падают чаще». Ещё один яркий пример языка энтов можно найти во всё том же «Властелине Колец»: «Таурелиломеатумбалеморна Тумбалетауреа Ломеанор», что буквально переводится как «Лесная затененная глубокая чёрная долина глубоко долино лесистая Мрачная земля», при этом Фангорн — автор изречения имеет в виду следующее: «В глубоких долинах леса лежит чёрная тень».
Своим языком энты пользуются только между собой, так как никто из других существ, населяющих Средиземье, не в состоянии его выучить. Но это не мешает энтам изучать другие языки, которые они после этого никогда не забывают. Многие имена энтов (какими их знают во «Властелине Колец») имеют эльфийские корни. К примеру, Фангорн в переводе с синдарина означает «Бородатое Дерево»; Фимбретиль — «Гибкий Бук»; Брегалад — «Быстрый Луч».
Как и для большинства других языков Средиземья, корни языка энтов уходят к языку эльфов — Квенья. Однако, словосочетание «A-lalla-lalla-rumba-kamanda-lindor-burúmë» можно считать исконно энтийским, хотя его слова по своей форме похожи на квенья.